# سالنگ شمالی
سالَنگ شمالی (به لاتین: North Salang) یک منطقهٔ مسکونی در افغانستان است که در ولسوالی خنجان واقع شده‌است. سالنگ شمالی ۳٬۳۶۵ متر بالاتر از سطح دریا واقع شده‌است.